# كارين أندرسون (لاعبة الاسكواش)
كارين أندرسون (بالإنجليزية: Karen Anderson)‏ هي لاعبة الاسكواش جامايكية، ولدت في 22 يناير 1971.

## وصلات خارجية
- كارين أندرسون على موقع SquashInfo.com (الإنجليزية)